# Janin Lomme de Tournai

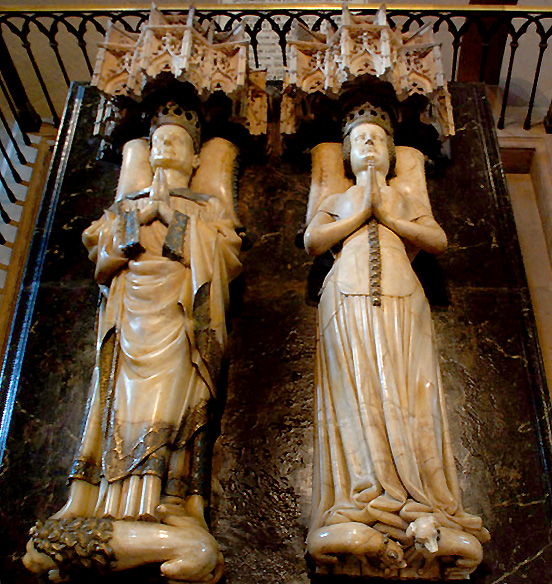
Sepulcro de Carlos III el Noble y Leonor de Trastámara en la catedral de Pamplona.

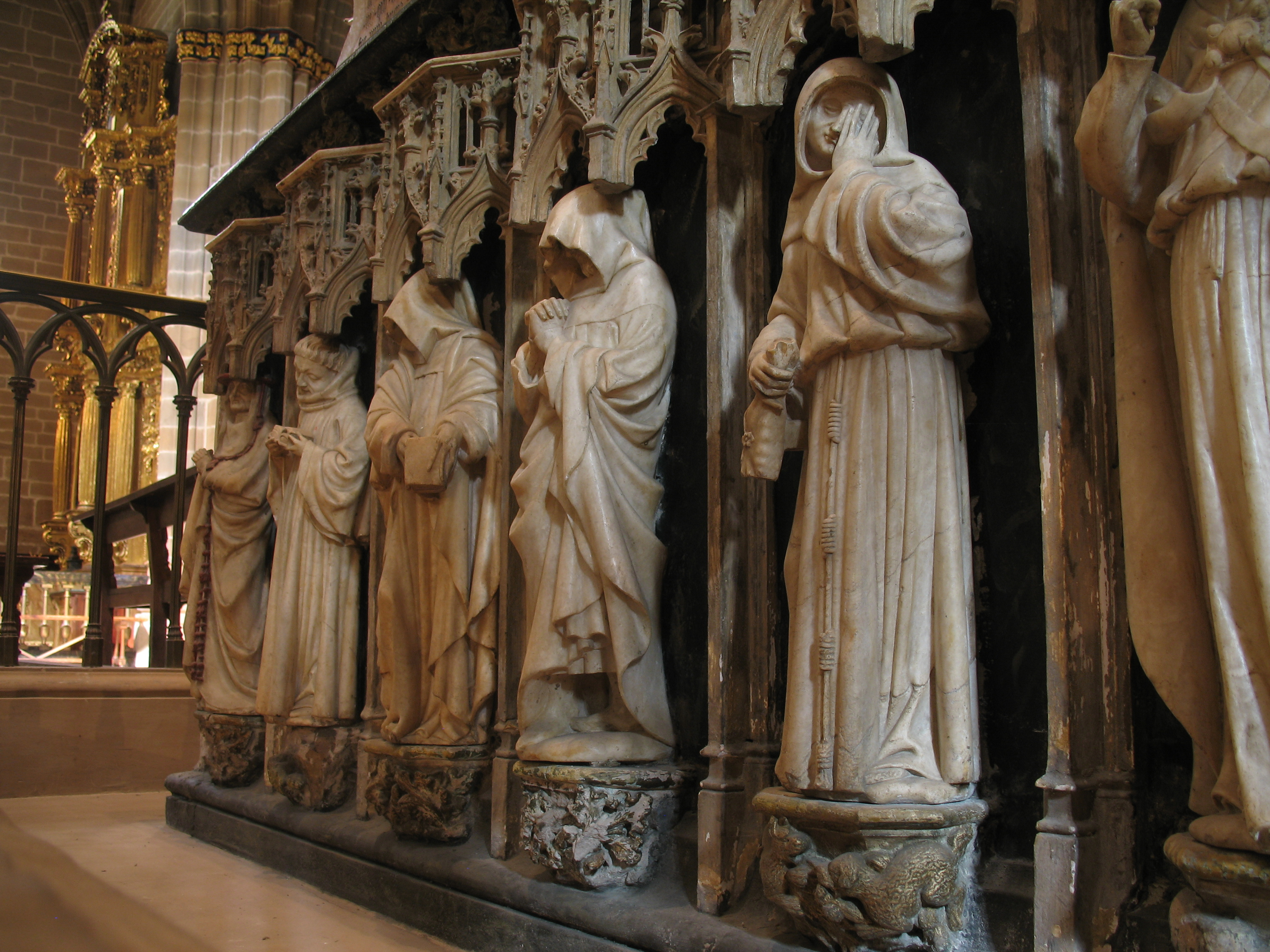
Plorantes del sepulcro de Carlos III el Noble.

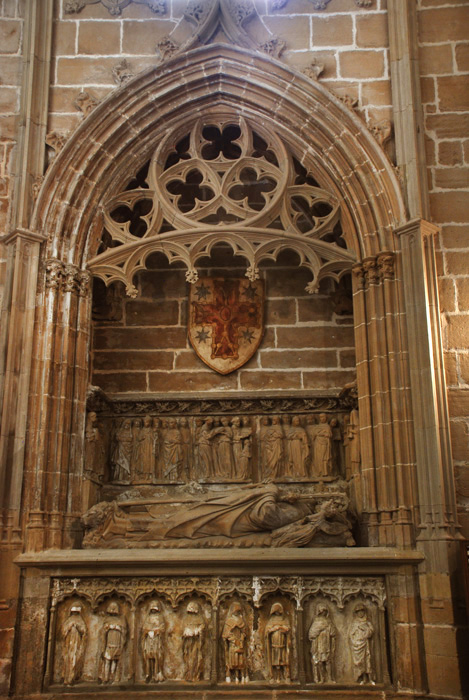
Sepulcro de Sancho Sánchez de Oteiza en la catedral de Pamplona.

Janin Lomme de Tournai, Janin de Lome, Jehan Lome de Tournay o Johan Lome (Tournai, último tercio del siglo XIV-Viana, 1 de enero de 1449) fue un mazonero (maestro albañil) y tallador de imágenes (escultor) flamenco nacionalizado navarro, procedente de su ciudad natal, Tournai, que se convirtió en vecino de Olite (1411-1419), perteneciente al periodo final de la escultura gótica.

## Biografía

### Variantes del nombre
Sobre su origen en Tournay parece existir consenso aunque no tanto respecto a la grafía de su nombre. Según afirmaba Martínez Álava, citando a Jimeno Jurío, el recibo de su primera obra en Navarra indica «Io, Johan le home, de Tornay»; pero también «Janin Lomme, tailleur d'images» y «Johan de homi de Tornay». Ese nombre propio tan variado se explica por su nombre propio, Juan, que en su infancia usaba en diminutivo: Jehannin o Janin. En romance navarro usaba frecuentemente Johan frente a la forma francófona de Jehan. Con respecto a su sobrenombre (no tanto un apellido de familia) se registran varios de forma diferente: «Le homi», «Le home», «L'homme» (o sea, «el hombre») que desde 1413 se muestra más simplificadamente como Lomme o Lome.
En 1411 pasó a trabajar para el rey de Navarra Carlos III el Noble, quien lo habría conocido en un viaje que realizó en esas fechas a sus posesiones francesas de Evreux. Pasó a ser el principal escultor de la corte navarra, y ocupó el cargo de maestro de obras que le permitió trabajar en el Palacio de Olite (especialmente en los ventanales) y en el Palacio de Tafalla, dirigiendo un equipo de albañiles procedentes de varias regiones francesas (Johan de Lisla, Michel de Reyems, Aneqin de Sorça, Vicent Huyart, Collin de Rems, Johan de la Garnia, y Johan de Borgoyna).

## Obra
Se le identifica con el estilo de la escuela borgoñona de Claus Sluter, especialmente por la escultura funeraria, con el recurso de los encapuchados fuertemente naturalistas, la fina talla y la búsqueda de la individualidad en los retratos.
Sus obras más importantes son el monumento funerario del citado rey y su esposa Leonor de Castilla (1413-1419), y el del obispo Sancho Sánchez de Oteiza (después de 1420), ambos en la catedral de Pamplona, donde también se le atribuye la puerta norte del crucero o "de San José". También realizó un sepulcro para el mismo Sánchez de Oteiza con anterioridad, cuando era deán de la colegiata de Santa María de Tudela. En esa misma colegiata realizó el sepulcro del canciller Francés de Villaespesa y su mujer, Isabel de Ujué.
En distintas iglesias de Olite se conservan varias esculturas atribuidas a su taller: en la iglesia de San Pedro una estatua de Santiago y un sepulcro (del notario Enequo Pinel), en la de Santa María, una Virgen con el Niño y una escultura de la reina Blanca (hija de Carlos III), y en el convento de San Francisco la portada.
El sepulcro de Carlos y Leonor está considerado como uno de los mejores ejemplos de arte funerario del siglo XV. Fue tallado en el palacio de Olite, y posteriormente todas las piezas, debidamente embaladas, se transportaron a la catedral de Pamplona, donde quedó instalada la sepultura en 1419, aún en vida del monarca. Se emplearon varias toneladas de alabastro procedente de Sástago.

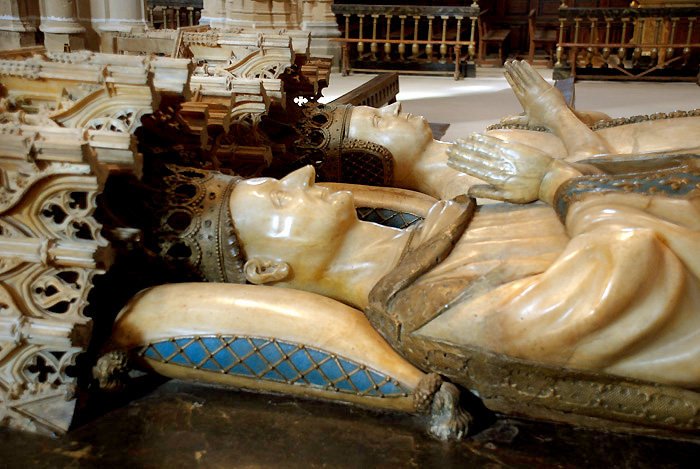
Detalle del sepulcro de los reyes Carlos y Leonor.
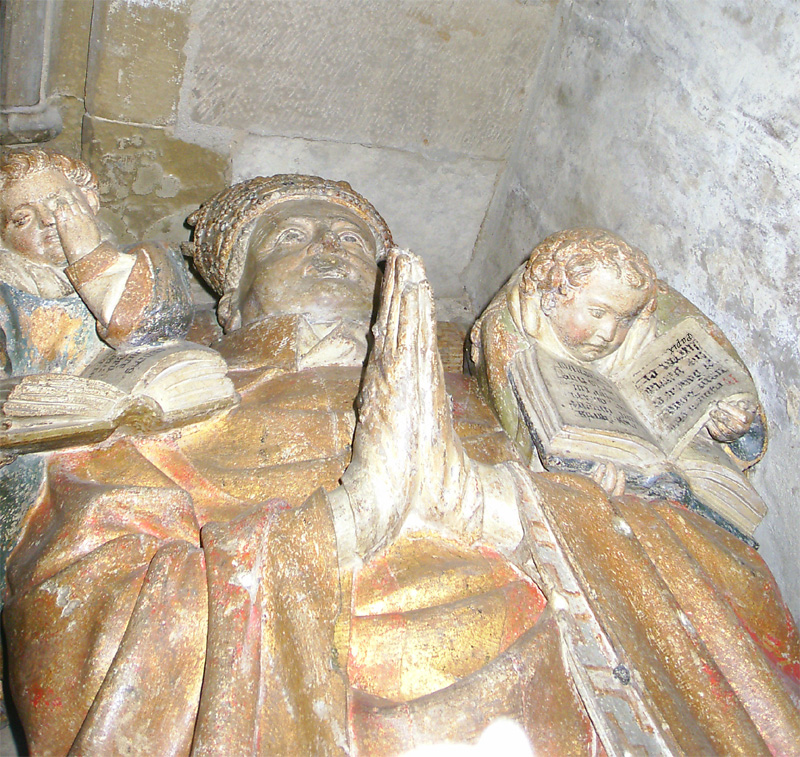
Detalle del sepulcro de Sancho Sánchez en Tudela.
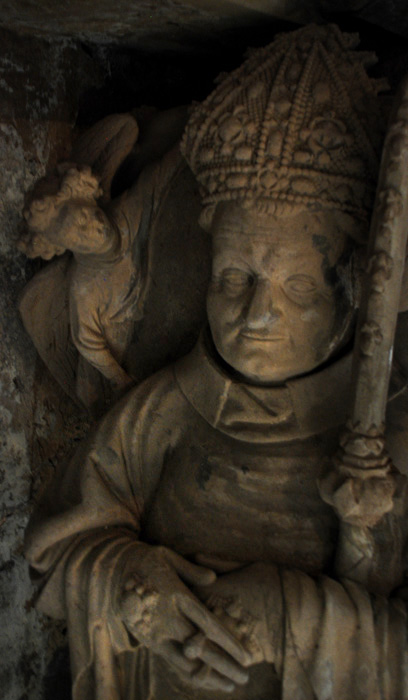
Detalle del sepulcro de Sancho Sánchez en Pamplona.
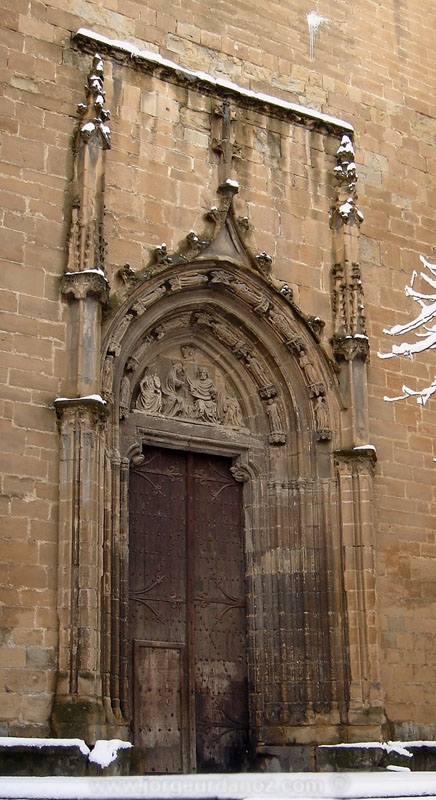
Puerta de San José de la catedral de Pamplona.
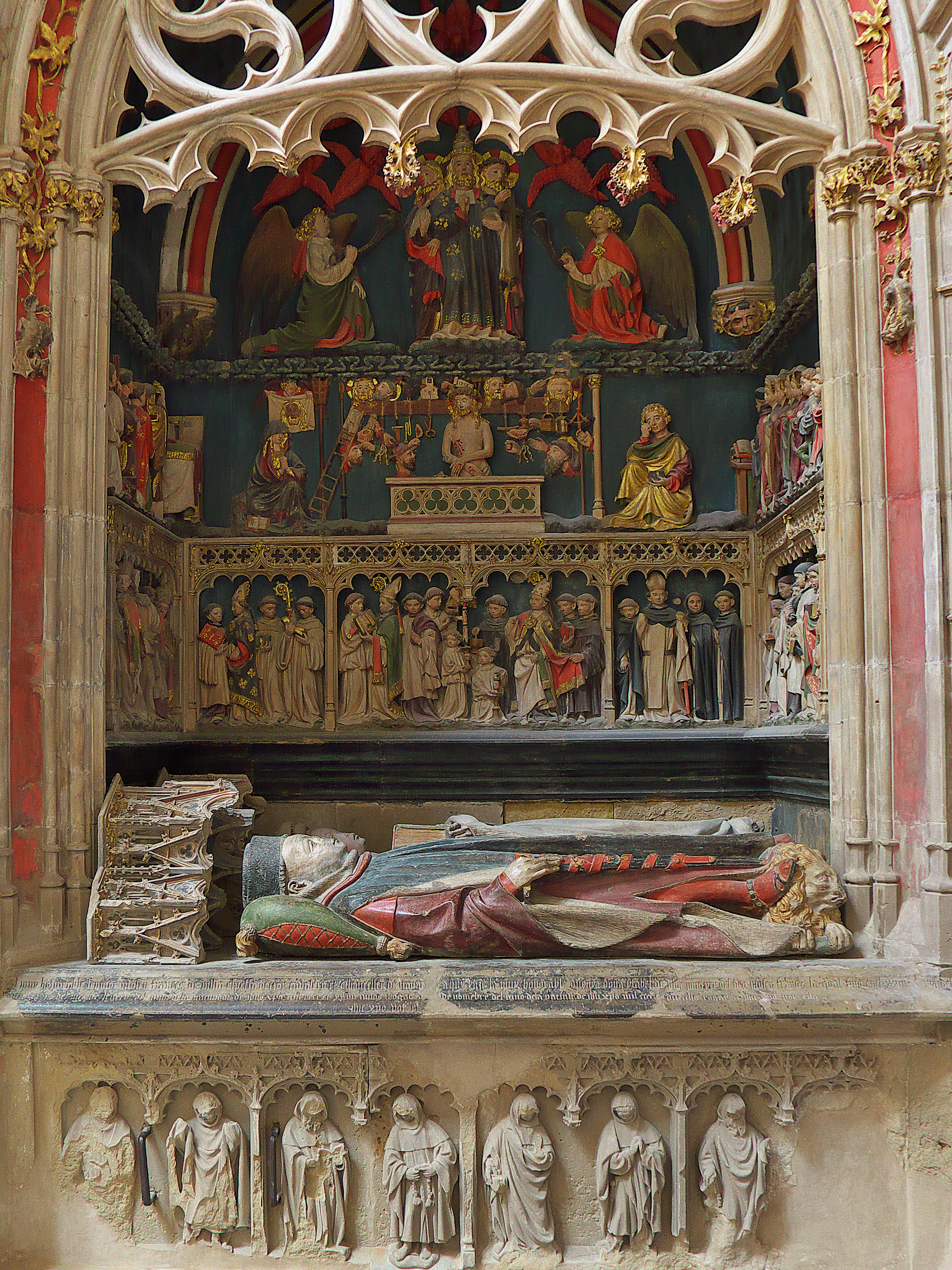
Catedral de Tudela. Francisco de Villaespesa e Isabel de Ujué